# Mistrzostwa świata do lat 18 w hokeju na lodzie mężczyzn 2017/I Dywizja
Mistrzostwa Świata do lat 18 w Hokeju na Lodzie Mężczyzn I Dywizji 2017 odbędą się w słoweńskim Bledzie. Zawody rozgrywano w dniach 7–12 kwietnia grupa A oraz 15-21 kwietnia 2017 roku grupa B.
W mistrzostwach pierwszej dywizji uczestniczyło 12 zespołów, które zostały podzielone na dwie grupy po 6 zespołów. Rozgrywały one mecze systemem każdy z każdym. Zwycięzca turnieju grupy A awansował do mistrzostw świata elity w 2018 roku, ostatni zespół grupy A spadł do grupy B, zastępując zwycięzcę turnieju grupy B. Najsłabsza drużyna grupy B spadła do drugiej dywizji.
Hale, w których odbywały się zawody to:
- Ice Arena Bled (Bled)

## Grupa A
Sędziowie główni
| - Andrea Benvegnu - Paweł Meszyński - Viki Trilar - Christoffer Holm | Liniowi - Wiktor Zinczenko - Tommi Niittyla - Raivis Jucers - Matjaz Hribar - Grega Markizeti - Ludvig Lundgren - Shaun Morgan |

Wyniki

Godziny podane w czasach lokalnych (UTC+02:00)
| 7 kwietnia 2017 | Francja | 4:2 | Niemcy | Ice Arena Bled, Bled |

| Szczegóły      | Szczegóły | Szczegóły       | Szczegóły | Szczegóły |
| -------------- | --------- | --------------- | --------- | --------- |
| Godzina: 13:00 |           | (1:2, 1:0, 2:0) |           |           |

| 7 kwietnia 2017 | Norwegia | 2:1 | Kazachstan | Ice Arena Bled, Bled |

| Szczegóły      | Szczegóły | Szczegóły       | Szczegóły | Szczegóły |
| -------------- | --------- | --------------- | --------- | --------- |
| Godzina: 16:30 |           | (1:0, 1:0, 0:1) |           |           |

| 7 kwietnia 2017 | Węgry | 1:4 | Dania | Ice Arena Bled, Bled |

| Szczegóły      | Szczegóły | Szczegóły       | Szczegóły | Szczegóły |
| -------------- | --------- | --------------- | --------- | --------- |
| Godzina: 20:00 |           | (0:1, 1:2, 0:1) |           |           |

| 8 kwietnia 2017 | Niemcy | 5:6 pd. | Norwegia | Ice Arena Bled, Bled |

| Szczegóły      | Szczegóły | Szczegóły            | Szczegóły | Szczegóły |
| -------------- | --------- | -------------------- | --------- | --------- |
| Godzina: 13:00 |           | (2:2, 1:2, 2:1, 0:1) |           |           |

| 8 kwietnia 2017 | Kazachstan | 2:1 | Węgry | Ice Arena Bled, Bled |

| Szczegóły      | Szczegóły | Szczegóły       | Szczegóły | Szczegóły |
| -------------- | --------- | --------------- | --------- | --------- |
| Godzina: 16:30 |           | (1:1, 1:0, 0:0) |           |           |

| 8 kwietnia 2017 | Dania | 2:4 | Francja | Ice Arena Bled, Bled |

| Szczegóły      | Szczegóły | Szczegóły       | Szczegóły | Szczegóły |
| -------------- | --------- | --------------- | --------- | --------- |
| Godzina: 20:00 |           | (1:2, 1:0, 0:2) |           |           |

| 10 kwietnia 2017 | Węgry | 3:6 | Francja | Ice Arena Bled, Bled |

| Szczegóły      | Szczegóły | Szczegóły       | Szczegóły | Szczegóły |
| -------------- | --------- | --------------- | --------- | --------- |
| Godzina: 13:00 |           | (2:3, 1:2, 0:1) |           |           |

| 10 kwietnia 2017 | Dania | 3:2 | Norwegia | Ice Arena Bled, Bled |

| Szczegóły      | Szczegóły | Szczegóły       | Szczegóły | Szczegóły |
| -------------- | --------- | --------------- | --------- | --------- |
| Godzina: 16:30 |           | (2:0, 1:1, 0:1) |           |           |

| 10 kwietnia 2017 | Niemcy | 2:6 | Kazachstan | Ice Arena Bled, Bled |

| Szczegóły      | Szczegóły | Szczegóły       | Szczegóły | Szczegóły |
| -------------- | --------- | --------------- | --------- | --------- |
| Godzina: 20:00 |           | (0:1, 0:3, 2:2) |           |           |

| 11 kwietnia 2017 | Kazachstan | 4:3 pd. | Dania | Ice Arena Bled, Bled |

| Szczegóły      | Szczegóły | Szczegóły            | Szczegóły | Szczegóły |
| -------------- | --------- | -------------------- | --------- | --------- |
| Godzina: 13:00 |           | (1:2, 2:1, 0:0, 1:0) |           |           |

| 11 kwietnia 2017 | Niemcy | 10:0 | Węgry | Ice Arena Bled, Bled |

| Szczegóły      | Szczegóły | Szczegóły       | Szczegóły | Szczegóły |
| -------------- | --------- | --------------- | --------- | --------- |
| Godzina: 16:30 |           | (5:0, 3:0, 2:0) |           |           |

| 11 kwietnia 2017 | Francja | 3:2 | Norwegia | Ice Arena Bled, Bled |

| Szczegóły      | Szczegóły | Szczegóły       | Szczegóły | Szczegóły |
| -------------- | --------- | --------------- | --------- | --------- |
| Godzina: 20:00 |           | (0:0, 2:1, 1:1) |           |           |

| 13 kwietnia 2017 | Norwegia | 10:1 | Węgry | Ice Arena Bled, Bled |

| Szczegóły      | Szczegóły | Szczegóły       | Szczegóły | Szczegóły |
| -------------- | --------- | --------------- | --------- | --------- |
| Godzina: 13:00 |           | (3:0, 4:1, 3:0) |           |           |

| 13 kwietnia 2017 | Kazachstan | 5:0 | Francja | Ice Arena Bled, Bled |

| Szczegóły      | Szczegóły | Szczegóły       | Szczegóły | Szczegóły |
| -------------- | --------- | --------------- | --------- | --------- |
| Godzina: 16:30 |           | (1:0, 1:0, 3:0) |           |           |

| 13 kwietnia 2017 | Dania | 5:4 | Niemcy | Ice Arena Bled, Bled |

| Szczegóły      | Szczegóły | Szczegóły       | Szczegóły | Szczegóły |
| -------------- | --------- | --------------- | --------- | --------- |
| Godzina: 20:00 |           | (0:2, 1:1, 4:1) |           |           |

Tabela
| Lp | Zespół     | M | Pkt | Z | Zd | Pd | P | G+ | G- | +/- |
| -- | ---------- | - | --- | - | -- | -- | - | -- | -- | --- |
| 1. | Francja    | 5 | 12  | 4 | 0  | 0  | 1 | 17 | 14 | +3  |
| 2. | Kazachstan | 5 | 11  | 3 | 1  | 0  | 1 | 18 | 8  | +10 |
| 3. | Dania      | 5 | 10  | 3 | 0  | 1  | 1 | 17 | 15 | +2  |
| 4. | Norwegia   | 5 | 8   | 2 | 1  | 0  | 2 | 22 | 13 | +9  |
| 5. | Niemcy     | 5 | 4   | 1 | 0  | 1  | 3 | 23 | 21 | +2  |
| 6. | Węgry      | 5 | 0   | 0 | 0  | 0  | 5 | 6  | 32 | −26 |

      = awans do elity       = spadek do I dywizji, grupy B
Statystyki indywidualne
- Klasyfikacja strzelców:
- Klasyfikacja asystentów:
- Klasyfikacja kanadyjska:
- Klasyfikacja +/-:
- Klasyfikacja skuteczności interwencji bramkarzy:
- Klasyfikacja średniej goli straconych na mecz bramkarzy:

Nagrody indywidualne
Dyrektoriat turnieju wybrał trójkę najlepszych zawodników na każdej pozycji:
- Bramkarz:
- Obrońca:
- Napastnik:

## Grupa B
Sędziowie główni
| - Damien Bliek - Miklos Haszonits - Siergiej Soboliew - Stian Halm | Liniowi - Marko Saković - Andreas Weise Kroyer - Aron Soltesz - Knut Einar Braten - Dmitrij Sziszlo - Gregor Miklić - Damir Raković |

Wyniki

Godziny podane w czasach lokalnych (UTC+02:00)
| 15 kwietnia 2017 | Włochy | 2:4 | Ukraina | Ice Arena Bled, Bled |

| Szczegóły      | Szczegóły | Szczegóły       | Szczegóły | Szczegóły |
| -------------- | --------- | --------------- | --------- | --------- |
| Godzina: 13:00 |           | (0:1, 2:0, 0:3) |           |           |

| 15 kwietnia 2017 | Słowenia | 10:0 | Japonia | Ice Arena Bled, Bled |

| Szczegóły      | Szczegóły | Szczegóły       | Szczegóły | Szczegóły |
| -------------- | --------- | --------------- | --------- | --------- |
| Godzina: 16:30 |           | (6:0, 1:0, 3:0) |           |           |

| 15 kwietnia 2017 | Polska | 2:3 pd. | Austria | Ice Arena Bled, Bled |

| Szczegóły      | Szczegóły | Szczegóły            | Szczegóły | Szczegóły |
| -------------- | --------- | -------------------- | --------- | --------- |
| Godzina: 20:00 |           | (0:0, 2:2, 0:0, 0:1) |           |           |

| 16 kwietnia 2017 | Ukraina | 3:2 pd. | Polska | Ice Arena Bled, Bled |

| Szczegóły      | Szczegóły | Szczegóły            | Szczegóły | Szczegóły |
| -------------- | --------- | -------------------- | --------- | --------- |
| Godzina: 13:00 |           | (0:2, 2:0, 0:0, 1:0) |           |           |

| 16 kwietnia 2017 | Austria | 4:3 | Słowenia | Ice Arena Bled, Bled |

| Szczegóły      | Szczegóły | Szczegóły       | Szczegóły | Szczegóły |
| -------------- | --------- | --------------- | --------- | --------- |
| Godzina: 16:30 |           | (2:1, 0:2, 2:0) |           |           |

| 16 kwietnia 2017 | Japonia | 5:4 pk. | Włochy | Ice Arena Bled, Bled |

| Szczegóły      | Szczegóły | Szczegóły                 | Szczegóły | Szczegóły |
| -------------- | --------- | ------------------------- | --------- | --------- |
| Godzina: 20:00 |           | (2:2, 0:0, 2:2, 0:0, 1:0) |           |           |

| 18 kwietnia 2017 | Japonia | 5:4 pd. | Ukraina | Ice Arena Bled, Bled |

| Szczegóły      | Szczegóły | Szczegóły            | Szczegóły | Szczegóły |
| -------------- | --------- | -------------------- | --------- | --------- |
| Godzina: 13:00 |           | (0:2, 2:1, 2:1, 1:0) |           |           |

| 18 kwietnia 2017 | Polska | 0:2 | Słowenia | Ice Arena Bled, Bled |

| Szczegóły      | Szczegóły | Szczegóły       | Szczegóły | Szczegóły |
| -------------- | --------- | --------------- | --------- | --------- |
| Godzina: 16:30 |           | (0:1, 0:0, 0:1) |           |           |

| 18 kwietnia 2017 | Austria | 2:5 | Włochy | Ice Arena Bled, Bled |

| Szczegóły      | Szczegóły | Szczegóły       | Szczegóły | Szczegóły |
| -------------- | --------- | --------------- | --------- | --------- |
| Godzina: 20:00 |           | (2:3, 0:2, 0:0) |           |           |

| 19 kwietnia 2017 | Japonia | 3:2 | Polska | Ice Arena Bled, Bled |

| Szczegóły      | Szczegóły | Szczegóły       | Szczegóły | Szczegóły |
| -------------- | --------- | --------------- | --------- | --------- |
| Godzina: 13:00 |           | (1:1, 0:0, 2:1) |           |           |

| 19 kwietnia 2017 | Słowenia | 3:1 | Włochy | Ice Arena Bled, Bled |

| Szczegóły      | Szczegóły | Szczegóły       | Szczegóły | Szczegóły |
| -------------- | --------- | --------------- | --------- | --------- |
| Godzina: 16:30 |           | (1:1, 0:0, 2:0) |           |           |

| 19 kwietnia 2017 | Ukraina | 1:2 | Austria | Ice Arena Bled, Bled |

| Szczegóły      | Szczegóły | Szczegóły       | Szczegóły | Szczegóły |
| -------------- | --------- | --------------- | --------- | --------- |
| Godzina: 20:00 |           | (0:0, 1:1, 0:1) |           |           |

| 21 kwietnia 2017 | Włochy | 5:3 | Polska | Ice Arena Bled, Bled |

| Szczegóły      | Szczegóły | Szczegóły       | Szczegóły | Szczegóły |
| -------------- | --------- | --------------- | --------- | --------- |
| Godzina: 13:00 |           | (2:0, 3:1, 0:2) |           |           |

| 21 kwietnia 2017 | Ukraina | 3:4 | Słowenia | Ice Arena Bled, Bled |

| Szczegóły      | Szczegóły | Szczegóły       | Szczegóły | Szczegóły |
| -------------- | --------- | --------------- | --------- | --------- |
| Godzina: 16:30 |           | (0:2, 3:1, 0:1) |           |           |

| 21 kwietnia 2017 | Austria | 3:2 pd. | Japonia | Ice Arena Bled, Bled |

| Szczegóły      | Szczegóły | Szczegóły            | Szczegóły | Szczegóły |
| -------------- | --------- | -------------------- | --------- | --------- |
| Godzina: 20:00 |           | (0:0, 1:0, 1:2, 1:0) |           |           |

Tabela
| Lp | Zespół   | M | Pkt | Z | Zd | Pd | P | G+ | G- | +/- |
| -- | -------- | - | --- | - | -- | -- | - | -- | -- | --- |
| 1. | Słowenia | 5 | 12  | 4 | 0  | 0  | 1 | 22 | 8  | +14 |
| 2. | Austria  | 5 | 10  | 2 | 2  | 0  | 1 | 14 | 13 | +1  |
| 3. | Japonia  | 5 | 8   | 1 | 2  | 1  | 1 | 15 | 23 | −8  |
| 4. | Włochy   | 5 | 7   | 2 | 0  | 1  | 2 | 17 | 17 | 0   |
| 5. | Ukraina  | 5 | 6   | 1 | 1  | 1  | 2 | 15 | 15 | 0   |
| 6. | Polska   | 5 | 2   | 0 | 0  | 2  | 3 | 9  | 16 | −7  |

      = awans do I dywizji, grupy A       = spadek do II dywizji, grupy A
Statystyki indywidualne
- Klasyfikacja strzelców:
- Klasyfikacja asystentów:
- Klasyfikacja kanadyjska:
- Klasyfikacja +/-:
- Klasyfikacja skuteczności interwencji bramkarzy:
- Klasyfikacja średniej goli straconych na mecz bramkarzy:

Nagrody indywidualne
Dyrektoriat turnieju wybrał trójkę najlepszych zawodników na każdej pozycji:
- Bramkarz:
- Obrońca:
- Napastnik: